# Скала-Подільське родовище вапняків
Скала-Подільське родовище вапняків — скупчення корисної копалини. Розташоване на південній околиці смт Скала-Подільська Борщівського району Тернопільської області, на правому березі потічка Брідок, правої притоки річки Збруч.
Розвідали «Укрпромгеолпроект» (1956—1957), трест «Київгеологія» (1966—1968), експедиція «Укргеолбудм» (1986—1988).
Корисна копалина — всі літологогічні різновиди силурійських вапняків, придатних для виробництва щебеню. Їх використовують для будівництва.
На родовищі умовно виділяють 2 ділянки, розділені долиною безіменного потічка, що мають подібну геологічну будову.
- Ділянка «Східна»: пл. 17 га, середня потужність вапняків — 19 м.
- Ділянка «Західна»: пл. 19 га, середня потужність вапняків — 22,6 м.

Запаси вапняків за промисловими категоріями — понад 6,43 млн м³.
Родовище розробляє ВАТ «Тернопільський кар’єр».